# Le quattro valli

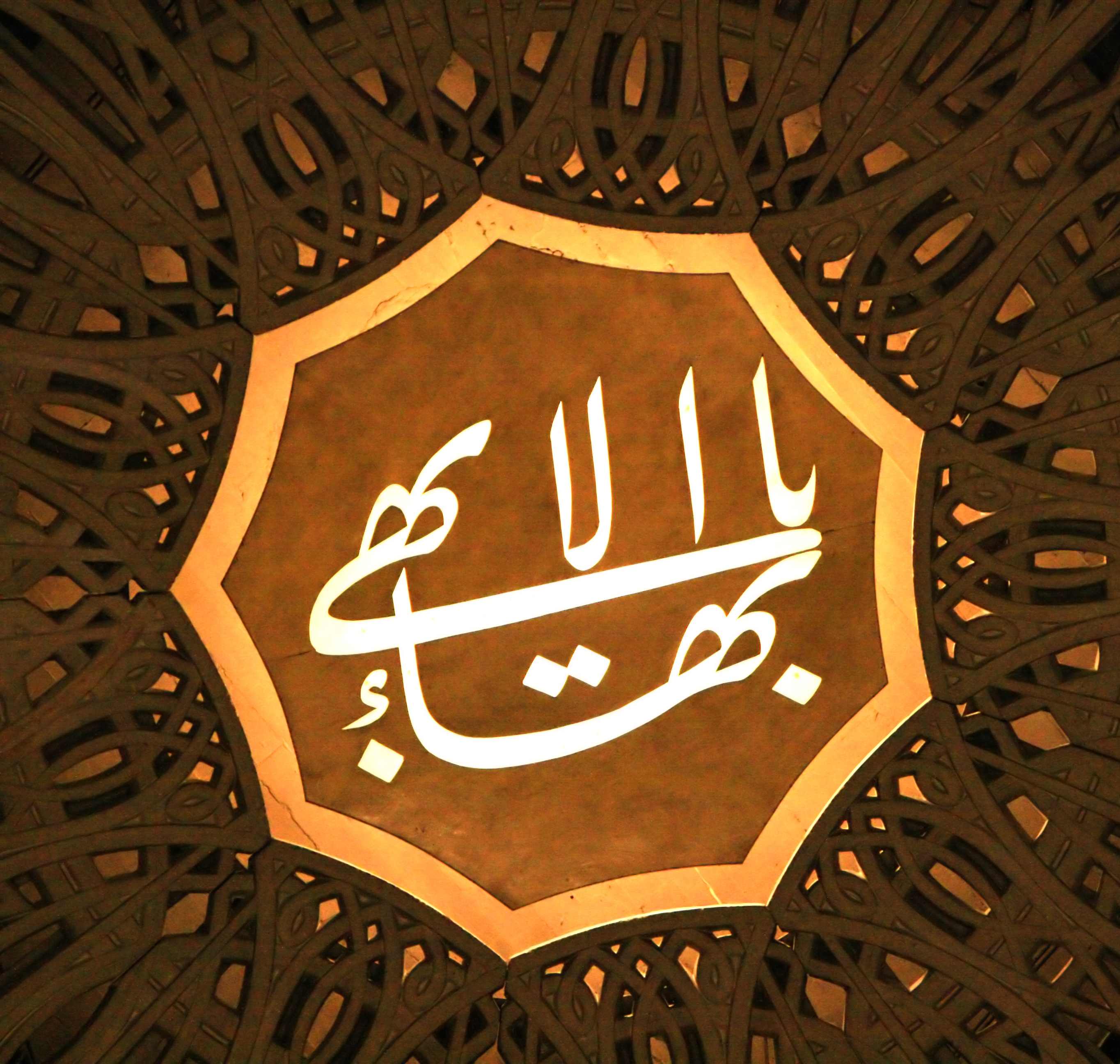
Il più grande Nome

Le quattro valli (lingua farsi چهار وادی Chahár Vádí) è una breve trattazione in persiano da Bahá'u'lláh, il fondatore della Fede bahai. Le quattro valli viene spesso pubblicato assieme a Le sette valli (farsi هفت وادی Haft-Vádí), scritto sempre da Bahá'u'lláh, con il titolo di Le sette valli e le quattro valli, anche se le due opere sono diverse e non strettamente correlate. L'opera è un testo particolarmente importante della religione bahai.

## L'Opera
Le quattro valli fu scritto attorno al 1857 a Baghdad in risposta alle domande di Shaykh 'Abdu'r-Rahman-i-Karkùkì, leader della Qadiriyya appartenente al Sufismo.. 'Abdu'r-Rahman-i-Karkùkì, che non fu mai indicato come un Bahá'í, ma che aveva un grande rispetto e una grande ammirazione per Bahá'u'lláh.
Nel testo Bahá'u'lláh descrive e mette in luce le qualità e i gradi di quattro tipi di viandanti mistici: "Coloro che procedono nel viaggio mistico sono di quattro tipi."
Essi sono:
1. Coloro che viaggiano per la prima volta nella valle degli attributi di Dio;
2. Coloro che viaggiano abbandonando se stessi e modellando le proprie vite ai principi divini.
3. Coloro che viaggiano nell'amore di Dio.
4. Coloro che viaggiano in quello che è chiamato il mare segreto e senza fondo.

L'ultimo tipo è considerato la più alta e vera forma di unione mistica.

### Contenuto
Nell'opera sono sinteticamente e implicitamente trattati, fra l'altro, le interpretazioni delle sacre scritture, le religioni, i credi del passato, gli scritti mistici, la conoscenza, la filosofia, il mistero della creazione, la medicina.
Attraverso questo testo Bahá'u'lláh esorta gli uomini a curare l'educazione, il carattere e ad ispirare la propria vita alle virtù divine.